# Pescosansonesco
Pescosansonesco – miejscowość i gmina we Włoszech, w regionie Abruzja, w prowincji Pescara.
Według danych na rok 2004 gminę zamieszkiwało 556 osób, 30,9 os./km².